# Rome-Old and Juli-eh
Rome-Old and Juli-eh, llamado Rofeo y Jumenta en España y El viejo Romeo y la nueva Julieta en Hispanoamérica, es el decimoquinto episodio de la decimoctava temporada de la serie de televisión de dibujos animados Los Simpson. Se estrenó el 11 de marzo de 2007 en Estados Unidos, el 26 de agosto del 2007 en Hispanoamérica y el 10 de agosto de 2008 en España. El episodio fue escrito por Daniel Chun y dirigido por Nancy Kruse. En este episodio, el Abuelo y Selma se enamoran y terminan casándose, mientras que Bart y Lisa construyen un fuerte con cajas de cartón.

## Sinopsis
Homer Simpson remodela el sótano de la casa comprando varios objetos divertidos. Marge le admite su preocupación financiera a Homer pero él le dice que tiene un plan: declararse en bancarrota guiándose por una vieja ley del código fiscal sin saber que había sido remplazado por una nueva, la cual consiste en pagar a sus acreedores. La juez le asigna a Homer un agente financiero para recortar gastos inútiles. Homer acepta recortar un gasto caro para él: decide desalojar al abuelo del asilo para que viva en la casa de los Simpson. El abuelo es un fastidio en la casa y cuando Homer y Marge salen, Marge llama a Selma para ayudar al abuelo a cuidar a Maggie mientras ellos salen. El abuelo y Selma se besan cuando el abuelo la halaga, esto causa que Homer se enfurezca mucho, pero al abuelo no le importa y siguen saliendo.
En una historia paralela, Bart y Lisa disfrutan de los juegos en el sótano. Tras la llegada del abuelo, no pueden jugar ahí porque es donde duerme el abuelo. Ven que Ned Flanders tiene varias cajas y Bart ve divertidas las cajas, así que llama a la compañía A.S.S. para que le den cajas a una compañía que él inventa llamada Perros S.A. Deciden construir un fuerte para divertirse. El encargado de las cajas se entera de la mentira de Bart y deciden destruir el fuerte con ayuda de varios encargados de cajas más en una batalla en la que ganan Lisa y Bart con la participación esporádica de Nelson. Al final deciden destruir el fuerte con agua ya que se aburrieron.
Regresando a la situación de Abraham y Selma, Homer estaba furioso con su padre, pero en la calle Patty detiene a Homer y le dice que tiene un plan para que el abuelo y Selma terminen, que consistía en que Patty se hiciera pasar por Selma y Homer se disfrazara de un amante español llamado Antonio, para que el abuelo los sorprendiera besándose, el plan se arruina debido a que aparece la verdadera Selma, el abuelo le propone matrimonio a Selma y ella acepta, pero al pasar el tiempo el abuelo no puede cuidar a la bebé de Selma, Ling Bouvier, y Selma no puede cuidar al abuelo por estar ocupada con su trabajo y deciden divorciarse sin antes bailar un poco como la pareja que fueron.
Antes de finalizar el capítulo, Marge decide recrear una escena de amor con Homer como Antonio, el amante español pero sale mal porque Homer actúa de manera bipolar y piensa que Marge le es infiel con Antonio, su personaje.